# 特里尼蒂冰原島峰
76°26′S 160°38′E / 76.433°S 160.633°E
特里尼蒂冰原島峰（英語：Trinity Nunatak）是南極洲的冰原島峰，位於維多利亞地，處於康沃伊山脈以北約9公里，由3座山峰組成，在1957年由新西蘭探險隊繪入地圖。